# Francesco Perroni Paladini
Francesco Perroni Paladini est un avocat et homme politique italien, né à Taormine le 4 mai 1830, mort à Messine le 28 décembre 1908. 
Militant sicilien anti-boubon et partisan actionniste de l'unité italienne, il est proche de Francesco Crispi et est député à plusieurs reprises entre 1864 et 1890.

## Biographie
Francesco Perroni Paladini est né à Taormine en 1830. Son père, Giuseppe Perroni, est juge de district à Ali, sa mère appartient à la famille aristocratique Paladini.
Après l'obtention d'un diplôme en droit à l'Université de Palerme en 1852, il est chargé par les citoyens du hameau de Furci de plaider la cause de l'obtention de l'autonomie municipale vis-à-vis de Savoca, ce qui se concrétise en 1854 par la création de la nouvelle municipalité de Santa Teresa di Riva.
En 1855, il épousa Antonietta Bartolone avec qui il eut deux enfants.
Il abrite dans sa maison de Taormine des réunions contre le pouvoir des Bourbons en Sicile. Il est un ardent promoteur du soulèvement du 4 avril 1860 à Palerme et est nommé gouverneur du district de Castroreale. Il dirige également le périodique La Campana della Gangia.
Après l'unification de l'Italie, il représente à Palerme l'aile fidèle à Francesco Crispi au sein du parti d'action face aux républicains mazzinistes menés par Giovanni Corrao. En 1863, il répond à l'aile radicale actionniste en fondant avec le régionaliste Giovanni Raffaele chez le baron Riso, l'Association pour le protection des droits du peuple qui, sous la présidence de Crispi, aspire à pouvoir négocier le statut sicilien avec le pouvoir piémontais.
Lors des contestations de la loi Corleo sur l'emphytéose forcée des biens ecclésiastiques (1862) et du projet de loi Vacca sur la suppression des corporations religieuses et la confiscation des biens par l'État (1864), il défend avec les modérés les mesures contre le clergé alors que les régionalistes et actionnaires dissidents voient dans l'appropriation des biens ecclésiastiques un moyen pour la bourgeoisie d'en prendre possession alors qu'ils appartenaient au peuple et devaient donc être attribués aux différentes communes. Les dissidents de Badia, qui a succédé à Corrao, se radicalisent en combattant par tous les moyens à l’État libéral accusant de trahison Perroni Paladini et les partisans de Crispi qui taisent leur opposition au gouvernement par peur de fragiliser l'unification italienne et d'un retour des Bourbons. L'arrestation de Badia se serait faite sur dénonciation de Perroni Paladini.
Francesco Perroni Paladini est élu en novembre 1864 par le collège de Cefalù pour succéder à Enrico Pirajno, mort en cours de mandat, comme député de la huitième législature du royaume d'Italie, mais son élection est annulée en janvier 1865 à cause d'un nombre de votants supérieur aux inscrits. Il est battu par Nicolò Botta en février 1865, puis en octobre 1865 lors des élections pour la neuvième législature, par Giovanni Maurigi dans le même collège et par Francesco Paolo Perez dans le collège de Palerme II. En 1870, il est candidat malheureux contre Francesco Pettini dans le collège de Castroreale, qui l'élit en 1874 pour la douzième et treizième législatures contre Giovanni Di Sant'Onofrio Del Castillo qui le bat en 1880. Il échoue lors des élections de 1882 dans les collèges de Patti et de Messine I. Ce dernier collège le porte député lors de la seizième législature mais ne le reconduit pas aux élections de novembre 1890 et de novembre 1892. Comme député, il est à l'origine d'une proposition de loi en faveur de l'érection d'un monument à Rome à la mémoire du roi Victor-Emmanuel II qui est reprise par le gouvernement qui décide la construction du Vittoriano en 1878. 
Il a été professeur de droit romain à l'Université de Messine, ville dont il préside également l'Association du Barreau et siège à l'Accademia Peloritana dei Pericolanti.
En réaction à la condamnation de l'ancien ministre Nunzio Nasi, originaire de Trapani, à une peine d'emprisonnement et à quatre ans d'interdiction d'exercer une fonction publique, pour détournement de fonds, il participe à la création du Parti sicilien et réclame l'amnistie pour Nasi. Mais il meurt lors du séisme qui ravage Messine le 28 septembre 1908, la veille de la tenue prévue du congrès constitutif qu'il devait présider.